# مطار برنيس الدولي
مطار برنيس الدولي هو مطار مدني/عسكري يقع داخل قاعدة برنيس العسكرية بقرية برنيس بمحافظة البحر الأحمر،مصر يحتوى مطار برنيس على ممر واحد، وجهزت به وحدات إنارة وحقل للطائرات بالمهبط ويستوعب المطار 600 راكب في الساعة.
كان المطار في الأصل مطار عسكري وحُول للاستخدام المدني العسكري المشترك بتكلفة 430 مليون جنيه وذلك بعد قيام وزارة التعاون الدولي بتوفير التمويل للمشروع. قام الرئيس عبد الفتاح السيسي في يوم 15 يناير 2020 بافتتاح المطار ورافقه عدد من رؤساء وزعماء الدول العربية والأجنبية، والفريق أول محمد زكي وزير الدفاع والإنتاج الحربي.